# Vitalogy
Vitalogy (Vitalogía, en español) es el tercer álbum de estudio de la banda estadounidense de grunge Pearl Jam, lanzado el 22 de noviembre de 1994 por la compañía discográfica Epic Records. Pearl Jam escribió y grabó Vitalogy mientras realizaba la gira de su álbum Vs. (1993). La música de este nuevo trabajo es más diversa en comparación con los anteriores y consiste en canciones agresivas de rock, baladas y varias piezas experimentales. 
El diseño de Vitalogy es una réplica de un libro de medicina de los años 1920. El álbum fue lanzado en primer lugar en formato vinilo, seguido de un lanzamiento en varios formatos el 6 de diciembre de 1994. Vitalogy se convirtió en el segundo álbum más vendido en la carrera de la banda desde su lanzamiento en disco compacto, siendo solo superado por Vs., y logró cinco discos de platino de la RIAA en Estados Unidos.

## Grabación
Pearl Jam volvió a trabajar con el productor Brendan O'Brien para su tercer álbum. La banda escribió muchas de las canciones durante las pruebas de sonido de su Vs. Tour y la mayoría de las canciones del álbum fueron grabadas durante los días de descanso de la gira. La primera de las sesiones tuvo lugar en 1993, en Nueva Orleans (Luisiana), donde la banda grabó "Tremor Christ" y "Nothingman". El resto del material lo escribieron y grabaron en 1994, en diferentes sesiones en Atlanta (Georgia) y Seattle (Washington), y finalizaron el álbum en el Bad Animals Studio de esta última ciudad, cuando acabó la gira. Pearl Jam escribió "Immortality" en abril de 1994, cuando la banda se encontraba de gira en Atlanta. La mayoría del álbum se completó a comienzos de 1994, pero su lanzamiento fue retrasado debido o bien a una demora forzada por Epic o al boicot de la banda contra Ticketmaster.
Los enfrentamientos dentro de la banda eran cada vez más frecuentes durante esa época. El productor Brendan O'Brien dijo que «Vitalogy fue un poco tenso. Hubo algo que explotó». El bajista Jeff Ament reconoció que la «comunicación se encontraba en el peor momento de la historia» de la banda y el batería Dave Abbruzzese declaró que los problemas de comunicación comenzaron cuando el guitarrista Stone Gossard dejó de actuar como mediador. Además, según él, Vitalogy fue el primer álbum en el que el líder y cantante Eddie Vedder tomó las decisiones finales. Gossard, que en ese momento pensó en dejar la banda, dijo que ésta estaba atravesando problemas de colaboración y que el «ochenta por ciento de las canciones fueron escritas veinte minutos antes de ser grabadas», siendo desarrolladas la mayoría fuera de las jam sessions. Durante la producción de Vitalogy, el guitarrista principal Mike McCready tuvo que entrar en un programa de rehabilitación por sus problemas con el alcohol y la cocaína.
La batería en "Satan's Bed" fue realizada por el técnico de Abbruzzese, Jimmy Shoaf, ya que él se encontraba en el hospital extrayéndose las amígdalas. Vedder y Gossard pidieron ayuda a Shoaf para conseguir un trabajo de caja de ritmos y, tras lograrlo, realizó el mismo ritmo en la batería. Shoaf apareció en los créditos como «Jimmy». Meses después de finalizar las sesiones iniciales de grabación de Vitalogy, en agosto de 1994, Abbruzzese fue despedido debido a problemas personales con los miembros de la banda. Gossard aseguró que «fue fruto de nuestra política de banda: ocurrió cuando dije, "Hey, lo hemos intentado y no ha funcionado; es hora de seguir adelante". A nivel superficial, fue un problema de política: por cualquiera que fuera la razón, su capacidad para comunicarse con Ed y Jeff estaba agotada. No sé con certeza si toda la culpa de que se agotara fue de Dave Abbruzzese». Jack Irons, el batería original de Red Hot Chili Peppers y sustituto de Abbruzzese, participó en "Hey Foxymophandlemama, That's Me". Gossard dijo que «Jack entró en la banda justo cuando terminábamos de hacer Vitalogy. Fue un soplo de aire fresco, es un hombre familiar. Inmediatamente todo el mundo tuvo un fuerte sentimiento de amistad con él. Vino a tocar la batería y a ayudar».

## Música y letras
En una entrevista de 1995 con Mike McCready, el escritor de Guitar World describió Vitalogy como «extraño» y «muy ecléctico». McCready coincidió: «hay mucho de extraño ahí», y atribuyó el sonido del álbum a las grabaciones de la banda durante la gira. En ese momento Vedder comenzó a contribuir de manera importante como guitarrista. Gossard dijo que «Vitalogy es el primer álbum en el que Ed toca la guitarra y escribió tres o cuatro canciones. Recuerdo pensar, "esto es muy diferente. ¿A alguien le va a gustar?" Tenía un toque más punk. Las canciones sencillas se graban muy rápido». El álbum tenía una importante carencia de solos de guitarra comparado con los dos primeros álbumes de la banda. McCready dijo que «Vitalogy no es un álbum de solos. No creo que las canciones demandaran solos: era un álbum más rítmico».
Stephen Thomas Erlewine, de Allmusic, agradeció «su desnudez, su producción ajustada, Vitalogy se sitúa como el álbum más original e intransigente de Pearl Jam». Erlewine añadió que «entre el rock directo y la búsqueda de canciones lentas, Pearl Jam contribuye con su extraña música de "Aye Davanita", el jugueteo de acordeón a lo Tom Waits y el escalofriante collage sonoro de "Hey Foxymophandlemama, That's Me"». En "Bugs", Vedder toca un acordeón que encontró en una tienda de segunda mano, mientras que "Hey Foxymophandlemama, That's Me" se creó usando grabaciones en bucle de pacientes reales de un hospital psiquiátrico.
Muchas de las canciones del álbum parecen estar basadas en la presión de la fama y trata la resultante pérdida de privacidad. Entre ellas se incluyen "Not for You", "Pry, To", "Corduroy", "Bugs", "Satan's Bed" e "Immortality". Vedder dijo que «soy totalmente vulnerable. Estoy jodidamente suave en todo este asunto, en todo este viaje. No tengo ningún caparazón. Eso es una contradicción, porque probablemente es por eso que puedo escribir canciones que significan algo para alguien y expresa algo de aquello que otras personas necesariamente no pueden expresar». Las letras de "Not for You" expresan la ira provocada por la burocracia de la industria musical y «cómo la juventud está siendo vendida y explotada», mientras que Vedder dijo que "Corduroy" trata sobre «la relación de alguien con un millón de personas». En "Pry, To" la frase «P-r-i-v-a-c-y is priceless to me» («la p-r-i-v-a-c-i-d-a-d es inestimable para mí») se repite continuamente. Vedder negó que la letra de "Immortality" tuviera que ver con el suicidio del líder de Nirvana, Kurt Cobain, aunque sugirió, en lugar de ello, que trata de «la presión sobre alguien que va en un tren paralelo». Las letras que aparecieron en la primera versión de "Immortality" fueron alteradas antes de que la canción apareciese en el álbum final. Vedder dijo con respecto a "Nothingman" que «si amas a alguien, y te ama a ti, no lo fastidies... porque te quedarás con menos de nada». Por su parte, "Better Man" es una canción sobre una relación abusiva. Vedder escribió "Better Man" cuando estaba en el instituto y la tocó con su antigua banda, Bad Radio. Considerada una «descaradamente gran canción pop» por el productor Brendan O'Brien, los miembros de Pearl Jam se mostraron reacios a grabarla y en un primer momento la rechazaron de Vs. debido a su accesibilidad.

## Lanzamiento y acogida
Vitalogy fue lanzado primero en formato vinilo el 22 de noviembre de 1994, dos semanas antes del lanzamiento en CD. Vendió 35.000 copias en su primera semana en el mercado y debutó en el puesto 55 del Billboard 200, siendo el primer álbum de vinilo que aparecía en las listas de éxitos desde la proliferación del disco compacto. Cuando fue lanzado en dicho formato y en casete el 6 de diciembre de 1994 alcanzó esta vez el número uno del Billboard 200 y vendió 877.000 copias en su primera semana a la venta, lo que le convirtió en el segundo álbum más vendido en la historia de la banda, solo superado por Vs., su anterior álbum. Vitalogy ha sido certificado cinco veces platino por la RIAA y, a marzo de 2007, había vendido 4,7 millones de unidades en los Estados Unidos según Nielsen SoundScan.
El escritor de Rolling Stone Al Weisel otorgó a Vitalogy cuatro estrellas de cinco y lo describió como «un disco salvajemente desigual y difícil, a veces enloquecedor, a veces ridículo, a menudo potente». Aunque Weisel alabó muchas canciones como «[parejos] a los encumbrados himnos de Ten» criticó, a su vez, algunas de las canciones experimentales como «desechables y extraños experimentos que no siempre funcionan». Jon Pareles de The New York Times destacó la variedad del álbum en comparación con los anteriores trabajos de la banda. El periodista sintió que la banda continuaba en un «sin descanso sombrío» y describió la mayoría de las canciones como «atormentadas declaraciones en primera persona». Pareles concluyó que «Vedder suena más solo que nunca». El crítico de Time John Farley identificó "Bugs" como una «parte de las canalladas» del álbum. Pero Farley reconoció que «eso es un admirable fallo experimental de un álbum ampliamente exitoso». Pese a escribir negativamente sobre los «riffs rockeros potentes pero deformes», el escritor de Newsday Ira Robbins elogió el sonido de Vitalogy y lo describió como un «triunfo convincente de la superficie sobre la sustancia». En una revisión mixta del álbum, Mark Jenkins de The Washington Post percibió que la debilidad de Vitalogy era una falta de temática y contenido lírico.
La revista Q concedió al álbum cuatro estrellas de cinco, declarando que «dice mucho de la perspicacia creativa continua de Pearl Jam que pueden responder con tanta seguridad a una nueva escena punk que ya ha surgido». Robert Christgau, de Village Voice, dio a Vitalogy una calificación de A- y escribió que «tres o cuatro de las canciones son más rápidas y con más riffs que cualquiera de las anteriores de Pearl Jam, tomando experimentos como "Bugs" que son verdaderamente extraños y en una época de ironía obligatoria su sinceridad [de Vedder] es algo como un alivio —como un alivio a lo Kurt [Cobain]». David Browne, de Entertainment Weekly, dio al álbum un B+. y dijo que «Vitalogy señala la primera vez que es posible respetar la música de una banda tanto como su posición». Añadió que «pese a sus avances musicales, Vitalogy deja un regusto extraño, inquietante. Te alejas de ellos excitado, pero preguntándote qué precio pagarán finalmente Eddie Vedder y Pearl Jam por ello». Jim DeRogatis, de Chicago Sun-Times, puntúo al álbum con tres estrellas de cuatro y elogió a Pearl Jam por sus serias composiciones. Sin embargo, DeRogatis escribió, también, que el álbum «te deja deseando que lo aligerasen». Edna Gundersen, de USA Today, dio a Vitalogy tres estrellas y media de cuatro y describió la música del álbum como «la más irresistible, original y segura de la banda hasta la fecha» y añadió que era «el grito rebelde de una banda que está madurando sin maduración». El crítico de Los Angeles Times Robert Hilburn otorgó al álbum cuatro estrellas de cuatro posibles y observó una mejora en la música de Pearl Jam con respecto a trabajos anteriores, asegurando que «este no es el mejor álbum de Pearl Jam, pero es mejor que lo que la banda parecía capaz de hacer». El escritor de Allmusic Stephen Thomas Erlewine puntuó Vitalogy con cuatro estrellas y media de cinco y dijo que «Pearl Jam lo hacen mejor cuando están luchando, ya sea por Ticketmaster, la fama o sus propios demonios». Según The New Rolling Stone Album Guide (2004), «con Vitalogy Pearl Jam llega a su cumbre... el zénit creativo de la banda, encontrándolos haciendo un Led Zeppelin III en canciones acústicas como "Corduroy" y envolviéndose en un extraño ataque a lo Tom Waits en "Bugs"».
Se extrajeron tres sencillos de Vitalogy. El sencillo principal, "Spin the Black Circle", fue el primero de la banda en entrar al Billboard Hot 100, alcanzando el número 18. En los premios Grammy de 1996, la banda ganó su primer premio con "Spin the Black Circle" por la mejor actuación hard rock. Ninguno de los demás sencillos comerciales que fueron lanzados, "Not for You" e "Immortality", consiguió entrar en el Hot 100, pero sí lo lograron en las listas Mainstream Rock y Modern Rock, al igual que "Better Man" y "Corduroy". "Better Man" fue la canción más exitosa de Vitalogy en las listas rock, ya que se mantuvo durante ocho semanas en el número uno de Mainstream Rock y alcanzó el segundo puesto en la lista Modern Rock. También en los premios Grammy de 1996, Vitalogy fue nominado como álbum del año y mejor álbum rock. En 2003 el álbum fue situado en 484ª posición de la lista «Los 500 mejores álbumes de todos los tiempos» de Rolling Stone. La revista australiana Juice incluyó el álbum en sus listas «Los 100 (+34) mejores álbumes de los años 1990» y «Los 50 mejores álbumes de todos los tiempos», situándolo en los puestos 101 y 35, respectivamente.

## Diseño
El álbum fue embalado en un libreto basado en un libro de los años 1920 que Vedder encontró en una tienda de segunda mano. Ament declaró que «Ed consiguió ese libro y le dijimos que haríamos una gran portada de disco». También explicó que desde Vs. la banda trataba de diferenciarse del resto con los embalajes de sus álbumes. Ament aseguró que «lo intentamos con insistencia, hacer de ello como un libro, queríamos que se abriera horizontalmente, lo que molestó en las tiendas de discos porque tenían que ponerlo de lado». El embalaje tuvo un coste adicional para la banda de cincuenta céntimos por copia. Los problemas surgieron cuando Pearl Jam descubrió que las últimas versiones del libro estaban todavía bajo copyright. La banda tuvo que consultar a sus abogados con el fin de elaborar una versión final que incluyese el material que querían para el álbum.
El libreto contiene anticuados tratamientos sobre salud y bienestar. Otras notas del álbum tratan sobre reflexiones de la vida y la muerte que parecen ser más personales, como un mensaje escrito en una de las últimas páginas, supuestamente referido a la pérdida de un ser querido («I waited all day. you waited all day.. but you left before sunset.. and I just wanted to tell you the moment was beautiful. Just wanted to dance to bad music drive bad cars.. watch bad TV.. should have stayed for the sunset... if not for me.»). El libreto muestra, también, algunos poemas o dichos originales que no pertenecen a las letras de las canciones, pero que son interpretados como comentarios sobre las mismas y, nuevamente, como reflexiones de cómo se debe y no se debe vivir. Un ejemplo es el poema que aparece en la página de "Aye Davanita". El subtítulo de la canción es «The song without words» («la canción sin palabras») y es un corte instrumental. Pero la página muestra un tipo de poema sobre el desperdicio de la vida de una joven muchacha. Otro episodio de «palabras intrusas» aparece en la página de las letras de "Not for You". Tras el segundo estribillo, en lugar de las verdaderas letras, las palabras que aparecen impresas dan una pista sobre el mito de Sísifo («Yeah, you call me Sisyphus love. Yeah, I move the rock. I just don't want to talk about moving the rock. Anything that distracts me from moving the rock»). Las letras de "Whipping" están escritas en una copia de petición a Bill Clinton sobre los asesinatos de un grupo provida hacía otro pro-decisión. En la página de "Corduroy" aparece una imagen en rayos X de un diente de Eddie Vedder en lugar de las letras correspondientes a la canción.
En un principio, el título del álbum fue Life. El primer sencillo, "Spin the Black Circle", fue lanzado antes del lanzamiento del propio álbum y en la contraportada del sencillo aparece «Del álbum de Epic, Life». El título final, Vitalogy, surgió de un libro de medicina de comienzos del siglo XX en el que se basó el diseño de la portada y las notas. Vitalogy significa literalmente «el estudio de la vida».

## Gira
Pearl Jam promocionó el álbum con giras a Asia, Oceanía y Estados Unidos en 1995. La banda incluyó al nuevo batería Jack Irons. La pequeña gira estadounidense se centró en el Medio Oeste y la Costa Oeste. La banda continuó firme en su boicot contra Ticketmaster durante su gira nacional y rechazó tocar en locales donde operase dicha compañía, pero se sorprendió de que ninguna otra banda se sumara a esta medida. La banda escogió utilizar compañías de venta de entradas alternativas para sus conciertos.
La gira estadounidense se encontró con varios problemas. Ament dijo que la banda y su equipo tenían que «construir los conciertos desde el suelo, en cualquier lugar al que fuéramos». En junio de 1995, la banda tenía planeado tocar junto al Golden Gate Park de San Francisco (California) ante 50.000 personas. Antes del concierto Vedder tuvo que ingresar en el hospital debido a una intoxicación alimentaria. Si bien abandonó el hospital para tocar en el concierto, no fue capaz de acabarlo y se retiró cuando la banda llevaba solo siete canciones de las veintiuna que estaban previstas. Neil Young sustituyó a Vedder para el resto del concierto aquel día. Vedder dijo que «aquello tuvo que ver con alguna comida en mal estado. Fue muy, muy malo. Mirando atrás, no parece que fuera tan intenso como lo fue, pero fue horrible». Debido al estado de salud de Vedder, la banda se vio forzada a cancelar el resto de fechas que tenían en la agenda de la gira estadounidense. Algunas de las fechas se volvieron a incluir en la gira, pero otras tuvieron que ser reprogramadas para el final. Sobre esto, Vedder reconoció que «estamos todos de acuerdo en que esto se nos escapó de las manos, que ya no se trataba de la música». Ament dijo más tarde que «nos encabezonamos con la gira de 1995. Teníamos que demostrar que podíamos ir de gira por nosotros mismos y casi nos mató; a nosotros y a nuestra carrera».

## Listado de canciones
Todas las canciones escritas y compuestas por Eddie Vedder. 
| N.º | Título                                                                  | Música                                       | Duración |  |
| 1.  | «Last Exit»                                                             |                                              | 2:54     |  |
| 2.  | «Spin the Black Circle»                                                 |                                              | 2:48     |  |
| 3.  | «Not for You»                                                           |                                              | 5:52     |  |
| 4.  | «Tremor Christ»                                                         |                                              | 4:12     |  |
| 5.  | «Nothingman»                                                            | Ament                                        | 4:35     |  |
| 6.  | «Whipping»                                                              |                                              | 2:35     |  |
| 7.  | «Pry, To»                                                               |                                              | 1:03     |  |
| 8.  | «Corduroy»                                                              |                                              | 4:37     |  |
| 9.  | «Bugs»                                                                  |                                              | 2:45     |  |
| 10. | «Satan's Bed»                                                           | Gossard                                      | 3:31     |  |
| 11. | «Better Man»                                                            | Vedder                                       | 4:28     |  |
| 12. | «Aye Davanita»                                                          |                                              | 2:58     |  |
| 13. | «Immortality»                                                           |                                              | 5:28     |  |
| 14. | «Hey Foxymophandlemama, That's Me» (Conocida también como "Stupid Mop") | Ament, Gossard, Jack Irons, McCready, Vedder | 7:44     |  |

Todas las letras escritas por Vedder.
| Canciones extra de la reedición |                                                                |        |          |  |
| N.º                             | Título                                                         | Música | Duración |  |
| 15.                             | «Better Man» (remezcla de guitarra y órgano únicamente)        | Vedder |          |  |
| 16.                             | «Corduroy» (Versión alternativa)                               |        |          |  |
| 17.                             | «Nothingman» (Demo de 1993 con Richard Stuverud en la batería) | Ament  |          |  |

## Canciones desechadas
"Hard to Imagine", una canción anteriormente rechazada de Vs., fue grabada durante las sesiones de Vitalogy. Esta versión fue incluida en la banda sonora de la película Chicago Cab (1998). "Hard to Imagine" apareció, también, en el recopilatorio de rarezas de 2003, Lost Dogs, aunque ésta era la versión perteneciente a las sesiones de Vs. Según Gossard, "Hard to Imagine" fue eliminada de Vitalogy porque no encajaba con las otras canciones que se escribieron en ese momento. "Out of My Mind", que fue incluida como cara B del sencillo "Not for You", fue estrenada en la gira estadounidense de la primavera de 1994 y se tocó dos veces. Según Vedder, la canción fue solo una improvisación musical en vivo.

## Listas de éxitos
| Lista (1994)                     | Posición |
| -------------------------------- | -------- |
| US Billboard 200                 | 1        |
| Lista de éxitos de Australia     | 1        |
| Lista de éxitos de Nueva Zelanda | 1        |
| Lista de éxitos de Suecia        | 1        |
| UK Albums Chart                  | 4        |
| Lista de éxitos de Austria       | 7        |
| Lista de éxitos de Holanda       | 7        |
| Lista de éxitos de Noruega       | 7        |
| Lista de éxitos de Alemania      | 8        |
| Lista de éxitos de Suiza         | 17       |
| Lista (1995)                     | Posición |
| Lista de éxitos de Canadá        | 2        |

| 1994                                          | "Spin the Black Circle" | 18 | 16 | 11 | 3  | —  | 92 | 6  | 21 | 5 | 2  | 16 | 10 |
| 1994                                          | "Tremor Christ"         | —  | 16 | 16 | —  | 67 | —  | —  | —  | — | —  | —  | —  |
| 1995                                          | "Better Man"            | —  | 1  | 2  | —  | 9  | —  | —  | —  | — | —  | —  | —  |
| 1995                                          | "Corduroy"              | —  | 22 | 13 | —  | —  | —  | —  | —  | — | —  | —  | —  |
| 1995                                          | "Not for You"           | —  | 12 | 38 | 29 | —  | —  | 26 | —  | — | 10 | —  | 34 |
| 1995                                          | "Immortality"           | —  | 10 | 31 | —  | 62 | —  | —  | —  | — | 29 | —  | —  |
| "—" denota que el sencillo no entró en lista. |                         |    |    |    |    |    |    |    |    |   |    |    |    |

## Créditos
A continuación se muestran los músicos y profesionales técnicos que trabajaron en la grabación y producción de Vitalogy:
| Pearl Jam - Dave Abbruzzese – batería. - Jeff Ament – bajo, contrabajo, coros, fotografía en blanco y negro. - Stone Gossard – guitarra, coros, mellotron. - Jack Irons – batería en "Hey Foxymophandlemama, That's Me". - Mike McCready – guitarra, coros, guitarra slide. - Eddie Vedder – voz, guitarra, acordeón; aparece en los créditos como "e.v." por la idea del libro, teoría de Vitalogy, mecanógrafo. | Músicos adicionales y producción - Barry Ament – diseño gráfico - John Burton, Caram Costanzo, Adam Kasper, Kevin Scott, Trina Shoemaker – asistentes. - Nick DiDia – ingeniería de sonido. - Brett Eliason – grabación/mezclas en "Hey Foxymophandlemama, That's Me". - Lance Mercer – fotografía 8-Baby. - Brendan O'Brien – productor, órgano, órgano Hammond, grabación. - Pearl Jam – producción - Jimmy Shoaf – batería en "Satan's Bed". - Joel Zimmerman – director artístico |